# Route nationale 9 (Maroc)
Pour les articles homonymes, voir Route nationale 9.
La Route nationale 9, ou N9, relie Mohammedia à Mhamid el Ghizlane, en passant par Berrechid, Marrakech, Ouarzazate et Zagora. Elle rencontre la N1 à Casablanca,  à Berrechid, A301 à Marrakech, la N7 à Marrakech, N8 à Marrakech, la N10 à Ouarzazate.

## Tronçon Mohammedia - Berrechid
Le tronçon séparant la ville de Mohammedia à Marrakech est d'une distance totale de 34 km et est aménagé en 2x2 voies de type voie express.
- Mohammedia
- : Intersection avec la 322 : Casablanca / Rabat
- : Ain Harrouda
- : Intersection avec la N1 : Casablanca / El Jadida / Rabat / Salé
- Échangeur entre N9 et A101 : Autoroute urbaine de Casablanca / A1 : Rabat
- :  Aérodrome de Casablanca Tit Mellil
- : Tit Mellil
- : Médiouna
- : Intersection et début de la 315 : Casablanca
- : Intersection et début de la 3038
- Échangeur entre N9 et AT en construction
- : Deroua
- :  Aéroport Mohammed V de Casablanca / Nouaceur
- Berrechid
- : Intersection et début de la N12 : Khouribga / Béni Mellal / Tinghir
- : Intersection et début de la 318 : El Jadida

## Tronçon Berrechid - Marrakech
Le tronçon séparant la ville de Mohammedia à Marrakech est d'une distance totale de 201 km. La N9 est aménagé en 2x1 voies de Berrechid à Marrakech. Elle passe par les villes de Settat , Skhour Rhamna et Ben Guerir. Sur les 10 derniers kilomètres de la section, elle est aménagée en 2x2 voies de type voie express afin de relier la A301 à la ville de Marrakech.
- Berrechid
- Settat
- Intersection et début de la N11  et intersection également avec la 316 : Jorf Lasfar / Ben Ahmed

- Intersection et début de la 308
- Mechraa Ben Habbou
- Skhour Rehamna
- Ben Guerir
- Intersection avec la 206 : Youssoufia / El Kelaâ des Sraghna
- Sidi Bou Othmane
- Échangeur entre N9 et A301 : Ben Guerir / Casablanca / Agadir

### Pénétrante de Marrakech Palmeraie
- : Grand Stade de Marrakech
- : Ouahat Sidi Brahim
- : Marrakech
- : Intersection avec la N7 : Tamansourt / Sidi Bennour / Sidi Smail /

## Tronçon Marrakech - Ouarzazate
Le tronçon séparant la ville de Ouarzazate à Marrakech est d'une distance totale de 200 km. La N9 est aménagé en 2x1 voies de Berrechid à Marrakech. Sur les 19 premiers kilomètres de la section, elle est aménagée en 2x2 voies de type voie express entre Marrakech et Moulay Jaafar. Le tronçon est marqué par le point le plus culminant qui est le passage du col de Tizi n'Tichka
Voie Express Marrakech - Moulay Jaafar :
- : Marrakech
- : Intersection et début du tronc commun de 9 km la N8 : Chichaoua / Essaouira
- : Intersection avec la N7 : Tata
- : Moulay Jaafar

Passage de la section en 2x1 voie
- Intersection et de début de la 2010 : Ait Ourir
- Tizi n'Tichka
- Intersection et début du tronc commun de 25 km avec la N10 : Taroudant / Agadir
- Ouarzazate

## Tronçon Ouarzazate - M'Hamid El Ghizlaine
Le dernier tronçon de la N9 sépare la ville de Ouarzazate à M'Hamid El Ghizlaine est d'une distance totale de 253 km. Elle passe notamment par la ville de Zagora.
- Ouarzazate
- Intersection et fin du tronc commun de 25 km avec la N10 : Errachidia
- Agdz
- Intersection et début du tronc commun de 29 km avec la 108 : Tazenaght
- Intersection et fin du tronc commun de 29 km avec la 108 : Tazarine
- Zagora
- Court tronc commun de 1 km avec la N17 : Tata / Errachidia
- Tagounite
- M'Hamid El Ghizlaine